# The Fall of the Princes

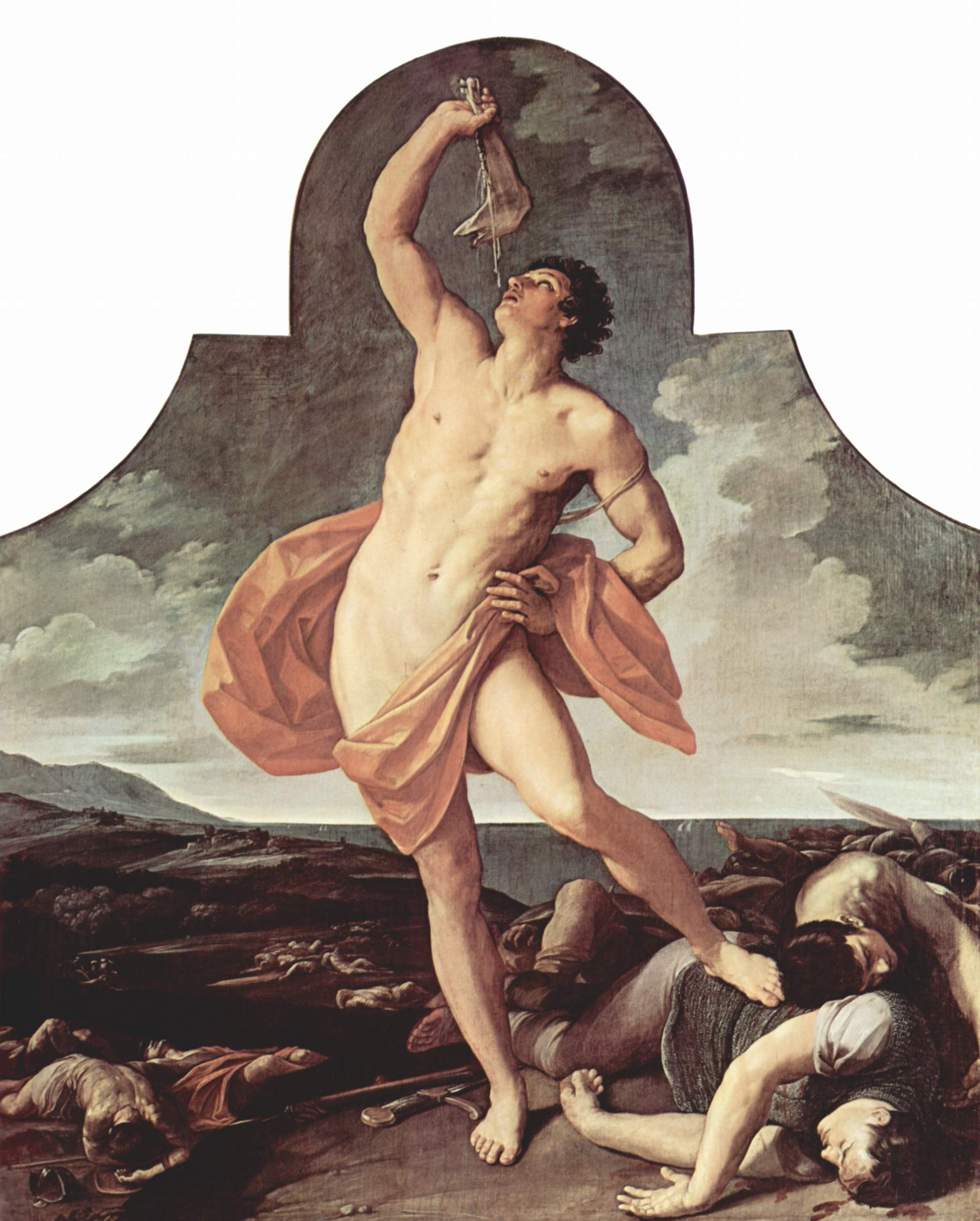
Biblijny Samson (tu na obrazie Guida Reniego) jest jednym z wielu bohaterów eposu The Fall of the Princes

The Fall of the Princes (Upadek książąt) – epos piętnastowiecznego angielskiego poety Johna Lydgate’a, przedstawiający losy wielu historycznych postaci w czasach ich świetności, a następnie w chwili upadku. Utwór stanowi poetyckie opracowanie francuskiego przekładu dzieła Giovanniego Boccaccia De casibus virorum illustrium, dokonanego przez Laurenta de Premierfaita. Poemat Lydgate’a jest dziełem ogromnym. Dzieli się na dziewięć ksiąg i liczy ogółem 36 365 wersów, co stanowi około jednej czwartej całości dzieła poetyckiego tego autora (145-150 tysięcy wersów).
Praca nad eposem zajęła poecie osiem lat (1431-1439) Utwór jest napisany strofą królewską (rhyme royal), czyli zwrotką siedmiowersową, pisaną dziesięciozgłoskowcem, rymowaną ababbcc. Poniższa zwrotka (w zmodernizowanej ortografii) pochodzi z epizodu opowiadającym o biblijnym Samsonie.
After he went to Gaza the city,

Among all his enemies, that were of great might,

To his pleasance where he did see

A full fair woman, lay with her all night,

And on the morrow, long ere it was light,

Maugré the watch, upon his shoulders square

The gates strong up to an hill he bare. 

Poemat Lydgate’a był bardzo wpływowym dziełem. Nawiązaniem do niego w połowie szesnastego wieku stało się Mirror for Magistrates.